# Região Metropolitana de Cajazeiras
A Região Metropolitana de Cajazeiras é uma região metropolitana brasileira localizada no estado da Paraíba, constituída por 15 municípios. Foi instituída pela lei complementar nº 107 de 8 de junho de 2012, publicada no Diário Oficial da Paraíba em 9 de junho de 2012.

## Municípios
- Bernardino Batista
- Bom Jesus
- Bonito de Santa Fé
- Cachoeira dos Índios
- Cajazeiras
- Carrapateira
- Joca Claudino (Santarém)
- Monte Horebe
- Poço Dantas
- Poço de José de Moura
- Santa Helena
- São João do Rio do Peixe
- São José de Piranhas
- Triunfo
- Uiraúna